# Al-Wafra
al-Wafra (arabiska: اَلْوَفْرَة) är ett distrikt (mintaqa) i Kuwait. Det ligger i provinsen al-Ahmadi, i den södra delen av landet, 80 km söder om huvudstaden Kuwait. al-Wafra ligger 164 meter över havet och hade 10 017 invånare 2013.